# BiCoNi-Formation
Die BiCoNi-Formation ist eine hydrothermale Gangformation, in der Wismut-, Kobalt-, Nickel- und Uranerze miteinander verwachsen sind. Sie tritt hauptsächlich im Erzgebirge auf und ist die jüngste Formation in der hydrothermalen Abfolge (kb-Formation, eba-Formation, eb-Formation, fba-Formation, BiCoNi-Formation). Wegen der Verknüpfung mit Uran wird sie gelegentlich auch als Wismut-Kobalt-Nickel-Uran-Formation bezeichnet.

## Genese
Die BiCoNi-Formation entstand während der kontaktmetamorphen Umbildung der sedimentären Schiefer infolge varistischer Granitintrusionen während des subherzyn-austrischen Zyklus vor etwa 100–80 Millionen Jahren. Sie ist das Produkt einer intrakrustalen, epithermalen Paragenese. Sie führt in quarziger Gangart als Haupterze Kobalt und Nickel, die meist in Verbindung mit Arseniden auftreten, sowie gediegen Wismut und Pechblende.

## Nutzung
Die BiCoNi-Formation war seit dem Spätmittelalter Ziel eines intensiven Bergbaus zunächst auf Wismut, später Kobalt und Nickel und seit dem Ende des 19. Jahrhunderts auch auf Uran, das in der zweiten Hälfte des 20. Jahrhunderts Gegenstand des intensiven Bergbaus der SDAG Wismut wurde.